# Tytroca puengeleri
Tytroca puengeleri là một loài bướm đêm trong họ Erebidae.